# Ipomoea tuxtlensis
Ipomoea tuxtlensis är en vindeväxtart som beskrevs av Homer Doliver House. Ipomoea tuxtlensis ingår i släktet praktvindor, och familjen vindeväxter. Inga underarter finns listade i Catalogue of Life.